# Никълъс Роджърс
Никълъс Роджърс (на английски: Nicholas Rogers) е австралийски актьор и фотомодел. Той е известен с ролите си в италиански филми, най-вече в ролята си на злия магьосник Тарабас от 3-тата и 4-тата част на Пещерата на златната роза.

## Биография
Никълъс Роджърс е роден в Сидни, Австралия, на 6 март 1969. Неговите родители все още живеят близо до Сидни, в къща разположена точно до брега на океана. Поради близостта на океана, Ник е запален сърфист. Ето какво казва самият той за семейството си в едно интервю през 1998 г.: „Трима братя сме. Най-големият е Стив (към момента на 49 г.), а най-малкия Тим (към момента на 32 години). Стив има филмова компания, а най-малкият е запален сърфист като мен. Баща ми Кен работи в компания за внос и износ на дрехи, а майка ми Ивон винаги е прекарвала времето си в грижи за тримата си сина.“ Баща му искал той да завърши училище успешно и да работи за неговото предприятие, но Никълъс нямал подобни сериозни планове. Ето какво разказва за тези години самият Никълъс: „Не бях особено кротко дете, по-скоро бях млад размирник. Още първата година бях изключен от училище, заради отсъствие от часовете, по времето на които бях на плажа.“ Никълъс е споделял в много интервюта любовта си към водата: „Обичам водата, океана и предпочитам всички видове спорт да се правят във вода. Имам нужда да съм край морето.“
Когато бил на 10 години, той бяга от къщи и е оставен в пансион за наказание. Периодът не е бил много приятен за малкия Ник: „Беше ужасно. Трябваше да нося униформа и да спазвам строги правила. Продължавах да върша лудории с брат ми, след като и той беше изпратен в пансиона“. Единият от братята му дори отива до Малайзия с кораб, за да участва в уиндсърфинг-събитие. „Въпреки всичко, успях да се дипломирам. На 17, вече бях с диплома в ръка и нямаше вече какво да върша с баща ми“.
На 20 години се свързва с голяма американска компания за мода и те го изпращат в Ню Йорк. Предвид високия му ръст от 1.90 м. това се оказва добро поприще за него. „Бях сигурен, че тази професия няма да ме влече винаги. По време на ваканции в Испания и Италия, срещах млади хора, работещи като модели и печелещи пари, които изхарчваха в околосветски пътувания. Замислих се над това-защо и аз да не го правя? Отидох в Лондон и се кандидатирах за модел в бюро, което правеше подбора в Европа. Бях модел на дънки в продължение на две години, докато не ми писна.“
Един ден Никълъс получава съобщение, което променя нещата: "Един ден получих съобщение от агента си, че някакъв италиански режисьор (Ламберто Брава) е разглеждал мои снимки и постери и иска да се срещне с мен. Това събуди интереса ми и без излишно бавене, хванах самолета за Рим. Аз съм от типа мъже, взимащи бързо решение. В Рим, някаква странна жена ме посрещна на летището и още там, буквално бутна под носа ми сценария на „Пещерата на златната роза“ (познат и като „Принцеса Фантагеро“, където главната роля на принцесата изпълнява Алесандра Мартинес) и прошепна: „ако ти дадат ролята, аз ще съм ти агент.“ Тя ме заведе при режисьора, който веднага поиска да им покажа какво мога пред камера. Вече бях успял да прочета сценария и знаех, че ще ми бъде лесно да вляза в кожата на Тарабас. След два дни подписах договора и през август 1994 г. започнаха снимките. Първо снимахме в Италия, после в Чехия и Тайланд. Самите снимки бяха не по-малко фантастични от самата приказка. Разбира се, не всичко беше лесно. Понякога се налагаше да мамя. Например, когато ме попитаха дали умея да яздя, аз отвърнах наперено „Разбира се!“, знаейки че съм заставал на кон, точно един път през живота си. Без възможност за отбой, заобиколен от снимачния екип, трябваше да се кача на своя черен кон. Слава богу, не успях да падна. Снимахме в Италия и на други места, но ако трябва да избирам къде да живея, бих избрал Париж, защото се чувствам много добре там".
Никълъс говори много топло за времето прекарано в столицата на Франция, описвайки я като „град с уникална аура, където намерих много нови приятели.“ Ник живее там две години в тристаен апартамент в сърцето на Париж, който описва така: „с остарели мебели, прекрасни килими и мансардна тераса с много растения на мое разположение. Не си падам по модерните мебели.“
Описвайки апартамента си по това време, Ник показва и романтичната си натура: „Когато се оженя, ще построя къща за моята жена и деца. Може да бъде къща в Тоскана, където се е родила легендата за Фантагеро, и подобно на нейния принц, ще пазя моята любима като очите си, защото очите изразяват всичко и никога не лъжат.“
Никълъс обожава музиката. Има богата колекция от различни стилове музика. Самият той казва, че слуша от всеки стил по малко: класическа музика, грегориански песнопения, поп, но рокът (и по-специално хард-рокът) му е любимия стил музика.
След участието му в приказката за принцесата-войн, той получава главни роли сред които на пират, художник на комикси, и дори и на самия Исус. 
Погрешно се смята, че Никълъс играе за първи път във филм още на 16 години, новозенладската кинопродукция „Важна клечка“ (Kingpin,1985),където актьор е негов съименник, за живота в изправително училище на криминално проявени младежи. Объркването се дължи на факта, че самият Никълъс е бил в подобно училище.
Ник работи и като модел за редица известни модни компании като Лагерфелд, Рейбан и Кимзе. Той също така спечели в началото на 1998 г. германската награда „Поп Роки“ като един от тримата най-добри актьори по това време. Той често изпълнява главните роли във филмите, в които участва, почти всички от които са италиански, като изключение прави само австралийският The Razor's Edge /На ръба на бръснача/ от 2005 г., който е 7-минутен филм без диалог, представляващ сложна пост-апокалиптична картина. Филмът е представен през 2006 г. на най-големия фестивал за късометражни филми, Tropfest Sony Tropfest, където успява да стане един от 16-те финалисти сред 792 участници. „На ръба на бръснача“ е последният филм в който Никълъс се снима, преди да се оттегли от киното и модата.

## Личен живот
На 10 март 2007 г. се жени за дългогодишната си приятелка Анджела. Сватбата се състои в Менли, предградие на Сидни. През ноември същата година им се ражда син. Той отдавна вече не играе и не работи като модел. Живее спокоен живот със съпругата си Анджела и деветгодишният им син, има успешна фирма, занимаваща се с производство и търговия на дизайнерски мебели, включително за вериги магазини за облекло в Сидни. От 2013 г. живее със съпругата и сина си в Париж.
Брат му Тим е в музикалния бизнес, член на групата Jack Ladder & The Dreamlanders.

## Бъдещи проекти
Макар през лятото на 2012 г. независимата италианска филмова компания „Dream Factory Studio“ (основана през 2006 г.) да обяви намерението си да предложат на Никълъс роля в тяхна бъдеща продукция, към 2016 г. проектът още не е видял бял свят.

## Фенове
В Интернет редица фенове от цял свят подвеждат кампании за връщането на Никълъс към актьорството, но негови приятели в кино средите (актьори и режисьори с които е работил) споделят, че той живее скромно и е щастлив с този си начин на живот. Все пак има редица форуми, сайтове и дори страници във Фейсбук, посветени на Никълъс, въпреки че не е на сцена от над десетилетие. Последното му участие е през 2005 г. в 7-минутния филм „На ръба на бръснача“

## Филмография
- 2005 The Razor's Edge /На ръба на бръснача/ като Безименния главен герой
- 2000 Maria, figlia del suo figlio /Мария, дъщеря на своя син/ като Исус
- 1999 Caraibi /Карибите или Пирати: кръвни братя/ като Феранте и пиратът Зла участ
- 1998 Laura non c'è /Лаура не е тук/ като Лоренцо
- 1997 Principessa e il povero /Принцесата и просякът/ като Адемаро
- 1994 Next To Clocktower
- 1994 Agent Cowan
- 1994 Supercraft Response
- 1994 Fantaghirò 4' /Фантагеро или Пещерата на златната роза, филм 4/ като Тарабас
- 1993 Fantaghirò 3 /Фантагеро или Пещерата на златната роза, филм 3/ като Тарабас
- 1992 Beyond The Paternoster Row
- 1985 Kingpin /Важна клечка/, новозенладска продукция като Карл Стивънс

## Участие в музикални видеоклипове
- 1995 участие в клип към песента „Larsen“ на Zazie, френска певица.

## Фотосесии
- 1994 фотосесия: JAZZED[неработеща препратка] /Оживен/; фотограф: Адам Уотсън Архив на оригинала от 2012-04-05 в Wayback Machine.